# Чечеул
Чечеу́л — село в Канском районе Красноярского края. Административный центр Чечеульского сельсовета.

## История
Село основано в 1932 году как центральная усадьба совхоза «Канский».

## Население
| 2010 |
| ---- |
| 2480 |

## Улицы
| - ул. 1 Мая, - ул. 1-я Заречная, - ул. 2-я Заречная, - ул. Аэродромная, - ул. Берёзовая, - пер. Берёзовый, | - ул. Восточная, - ул. Гагарина, - ул. Западная, - ул. Комсомольская, - ул. Кооперативная, - ул. Ленина, | - ул. Лесная, - ул. Новая, - пер. Новый, - ул. Октябрьская, - ул. Олимпийская, - ул. Садовая, | - ул. Сибирская, - ул. Советская, - пер. Советский, - ул. Солнечная, - ул. Строительная, - ул. Фабричная. |